# حديقة مودومالاي الوطنية
المنتزه الوطني ومحمية الحياة البرية في مودومالاي (بالتاميلية:முதுமலை தேசிய பூங்கா மற்றும் விலங்குகள் சரணாலயம்) هي محمية طبيعية توجد في تاميل نادو بجنوب الهند.